# Суходулка
Суходулка (пол. Suchodółka) — село в Польщі, у гміні Ожарув Опатовського повіту Свентокшиського воєводства.
Населення — 229 осіб (2011).
У 1975-1998 роках село належало до Тарнобжезького воєводства.

## Демографія
Демографічна структура на день 31 березня 2011 року:
|          | Загалом | Допрацездатний вік | Працездатний вік | Постпрацездатний вік |
| -------- | ------- | ------------------ | ---------------- | -------------------- |
| Чоловіки | 110     | 21                 | 71               | 18                   |
| Жінки    | 119     | 24                 | 60               | 35                   |
| Разом    | 229     | 45                 | 131              | 53                   |